# علي بارش أولوسوي
علي بارش أولوسوي ( من مواليد 1974، جولجوك ، قوجه إيلي في تركيا ) هو سياسي وسفير تركيا في لبنان منذ عام  2021

## التعليم
درس علي وتخرّج من جامعة أنقرة كلية العلوم السياسية قسم العلاقات الدولية عام 1996وحصل على درجة الماجستير في العلاقات الدولية في جامعة شيكاغو بين عامي 2002-2004.

## الحياة المهنية
التحق علي بوزارة الخارجية في تركيا عام 1996 وبدأ العمل كموظف مرشح في المديرية العامة لمجلس أوروبا وحقوق الإنسان وأصبح السكرتير الثالث والثاني لنائب المديرية العامة لمجلس أوروبا وحقوق الإنسان، ورئيس الإدارة المسؤولة عن ليبيا وسوريا ، ونائب المدير العام لسوريا كسفير.
و شغل منصب الملحق والسكرتير الثالث في السفارة التركية في الكويت والسكرتير الثاني والسكرتير الأول ووكيل الوزارة في الممثلية الدائمة لتركيا لدى مجلس أوروبا.
شغل منصب القنصل العام في بروكسل بين عامي 2012 و2017.  تولى منصبه سفيراً لتركيا في بيروت في 15 مارس 2021.
وهو متزوج وله طفل واحد ويتحدث الإنجليزية والفرنسية. 